# Talia czaruje w kuchni
Talia czaruje w kuchni (ang. Talia in the Kitchen) – amerykańska komediowa telenowela dla młodzieży stworzona przez Marielę Romero i Catharinę Ledeboer, twórczynie seriali jak: Czarownica Emma czy Szkoła Czarownic. Wyprodukowana przez wytwórnię Cinemat. Jest to amerykańska wersja latynoamerykańskiej telenoweli Toni, la Chef, nadawanej przez Nickelodeon w Ameryce Łacińskiej.
Premiera serialu odbyła się w Stanach Zjednoczonych 6 lipca 2015 na amerykańskim Nickelodeon. W Polsce serial zadebiutował 6 czerwca 2016 na antenie Nickelodeon Polska.
Dnia 12 stycznia 2016 zostało ogłoszone, że nie powstanie drugi sezon serialu. Emisja ostatniego odcinka nastąpiła 23 grudnia 2015, tym samym kończąc serial po pierwszym sezonie.

## Fabuła
Serial opisuje perypetie optymistycznej czternastoletniej dziewczyny – Talii Parry, której pasją jest gotowanie. Przeprowadza się razem ze swoją młodszą siostrą Julie z wizytą do babci Dolores w Miami, aby spędzić lato. Z pomocą nowych przyjaciół i magicznych przypraw jej zmarłego ojca, Talia ożywia działalność w jej rodzinnej restauracji.

## Obsada
- Maria Quezada jako Talia Parra
- Galilea La Salvia jako Julie Parra
- Joshua Hoffman jako Rudy Rosales
- Ellis Ann Jackson jako Valerie Landry
- Gail Soltys jako Deborah „Debbie” Fuccinelli
- Liam Obergfoll jako Tyson Fuccinelli
- Miguel Luciano jako Federico „Frenchie” Fuccinelli
- Jeannette Lehr jako Dolores Parra
- Ethan Estrada jako Rocky Palroso
- Marika Dumancas jako Avery
- William Wilson jako Jayden Grubb
- Cooper Rowe jako Michael Grubb
- Tommy Goodman jako Will

## Wersja polska
Wersja polska: na zlecenie Nickelodeon Polska – Start International Polska

Reżyseria: Marek Klimczuk

Dialogi: Anna Niedźwiecka

Dźwięk i montaż:
- Monika Suszkiewicz (odc. 1-5, 11-20, 26-40),
- Hanna Makowska (odc. 6-10, 21-25)

Kierownictwo produkcji: Mira Starobrzańska

Nadzór merytoryczny: Katarzyna Dryńska

W wersji polskiej udział wzięli:
- Agata Paszkowska – Talia Parra
- Julia Siechowicz – Julie Parra
- Katarzyna Kozak – Dolores Parra
- Bartosz Wesołowski – Rudy Rosales
- Przemysław Wyszyński – Federico „Frenchie” Fuccinelli
- Paulina Łaba – Valerie Landry
- Natalia Jankiewicz – Deborah „Debbie” Fuccinelli

W pozostałych rolach:
- Paweł Kubat – Tyson Fuccinelli
- Monika Kwiatkowska – ciocia Tilly (odc. 1, 13, 18-20, 22)
- Michał Mostowiec – Rocky Palroso
- Marta Dobecka –
  - Nelly,
  - Andi Cruz (odc. 7)
- Mateusz Narloch – Chris
- Elżbieta Kijowska – Alma
- Jolanta Wołłejko – Maggie
- Krzysztof Szczepaniak –
  - Will,
  - dostawca (odc. 28)
- Igor Borecki – Vinnie
- Elżbieta Kopocińska – inspektorka zdrowia (odc. 5-6)
- Robert Tondera – strażak (odc. 5)
- Agnieszka Głowacka – Emma Alonso (odc. 7)
- Karolina Bacia – Maddie Van Pelt (odc. 7)
- Marek Molak – Daniel Miller (odc. 7)
- Joanna Kudelska – Katie Rice (odc. 7)
- Dominika Sell –
  - Sophie Johnson (odc. 7),
  - Avery (odc. 10, 12-20, 22-23, 33, 40)
- Jonasz Tołopiło – Diego Rueda (odc. 7)
- Paweł Ciołkosz – Jax Novoa (odc. 7)
- Mikołaj Klimek – robotnik drogowy Mark (odc. 8)
- Jakub Szydłowski –
  - kucharz u Fuccinelliego (odc. 9),
  - Łyżka (odc. 14)
- Bernard Lewandowski – Joe, kolega Rocky’ego (odc. 11-16, 34)
- Piotr Bąk –
  - policjant (odc. 16),
  - reżyser (odc. 29-30),
  - narrator w filmie (odc. 31),
  - Vincent (odc. 36)
- Jakub Świderski –
  - producent programu (odc. 20),
  - Jayden Grubb (odc. 21-40)
- Maksymilian Bogumił – Michael Grubb (odc. 21-22, 24-40)
- Beata Jankowska-Tzimas –
  - pani Coddington (odc. 27-28),
  - Carmen (odc. 36-37, 40)
- Robert Czebotar – Joseph Landry (odc. 28-29, 33-35)
- Marek Robaczewski – Sergio (odc. 29-30)
- Robert Kuraś – Frank (odc. 34)
- Adam Krylik
- Jacek Król

i inni
Lektor: Marek Ciunel

## Spis odcinków
| Seria | Odcinki | Premiera serii | Finał serii     | Premiera serii | Finał serii   |
| ----- | ------- | -------------- | --------------- | -------------- | ------------- |
| 1     | 40      | 6 lipca 2015   | 23 grudnia 2015 | 6 czerwca 2016 | 29 lipca 2016 |